# Adam Deutsch
Adam Deutsch (* 18. November 1907 in Pécs; † 30. Mai 1976 wahrscheinlich in Lund) war ein deutscher Mediziner.

## Leben und Tätigkeit
Deutsch war ein Sohn von Sigmund Deutsch und seiner Ehefrau Sabine, geborene Krausz. Er wuchs in einer ungarisch-jüdischen Akademikerfamilie auf.
Nach dem Besuch des Realgymnasiums in Pécs studierte er ab Herbst 1925 Chemie an der Eidgenössischen Technischen Hochschule in Zürich. Im Mai 1929 erwarb er dort das Diplom eines Ingenieur-Chemikers. Es folgte ein längerer Forschungsaufenthalt bei Ernest Francois Fourneau (1872–1949) im Labor für therapeutische Chemie des Institut Pasteur in Paris (Oktober 1929 bis Juli 1930). Im September 1930 wurde er an dem von Richard Kuhn geleiteten Institut für Chemie am Kaiser-Wilhelm-Institut für medizinische Forschung in Heidelberg angestellt.
Im Mai 1932 schloss Deutsch seine Promotion an der ETH Zürich mit einer bei Leopold Ruzicka mit der in Heidelberg erarbeiteten Studie über zwei Themen im Bereich der ungesättigten Säuren ab.
Nach der Machtergreifung der Nationalsozialisten im Frühjahr 1933 geriet Deutsch aufgrund seiner jüdischen Herkunft ins Visier der neuen Machthaber: Im Dezember 1933 musste er infolge der Bestimmungen des Berufsbeamtengesetzes – das abgesehen von einigen Inhabern des „Frontkämpferprivilegs“ die Tätigkeit von Juden an Forschungseinrichtungen untersagte – aus dem Dienst des Kaiser-Wilhelm-Instituts ausscheiden. Er emigrierte daraufhin nach Großbritannien, wo er von Januar 1934 bis Juli 1938 als Assistant Lecturer am Department of Physiology der University of Edinburgh angestellt war. Er widmete sich in dieser Zeit der Erforschung der natürlichen Farbstoffe, hatte aber unter beständigen Finanzproblemen zu leiden.
1938 siedelte Deutsch nach Schweden über, wo er von 1938 bis 1945 als Leitender Chemiker eines pharmazeutischen Unternehmens in Helsingborg tätig war.
Von den nationalsozialistischen Polizeiorganen wurde Deutsch derweil als Staatsfeind eingestuft: Im Frühjahr 1940 setzte das Reichssicherheitshauptamt in Berlin ihn auf die Sonderfahndungsliste G.B., ein Verzeichnis von Personen, die im Falle einer erfolgreichen deutschen Invasion Großbritanniens durch die Sonderkommandos der SS-Einsatzgruppen mit besonderer Priorität ausfindig gemacht und verhaftet werden sollten.
Im November 1945 fand Deutsch eine Stelle am Neurophysiologischen Institut der Universität Kopenhagen. Bereits 1946 kehrte er nach Schweden zurück, wo er ab August 1946 am Chemischen Institut der Universität Lund arbeitete. Seit dem Frühjahr 1948 lehrte er zugleich als Dozent für Biochemie.
Zu Deutschs letzten Lebensjahren ist die Quellenlage dürftig: 1962 war er sechs Monate lang Gastwissenschaftler im New Yorker Institute for Muscle Disease.

## Familie
Deutsch war zweimal verheiratet: 1944 heiratete er Inga Karlson, die 1961 starb. Und in zweiter Ehe 1967 Gunvor Wohlfahrt.
Aus der ersten Ehe stammte eine Tochter, Karin Susanne (* 1945).

## Schriften
- 1. Über die Umwandlung von zweifach ungesättigten Säuren in cyclische Kohlenwasserstoffe, 2. Zur Kenntnis der Amalgam-Reduktion von mehrfach ungesättigten Carbonsäuren. Dissertation. 1932.